# Jann Arden

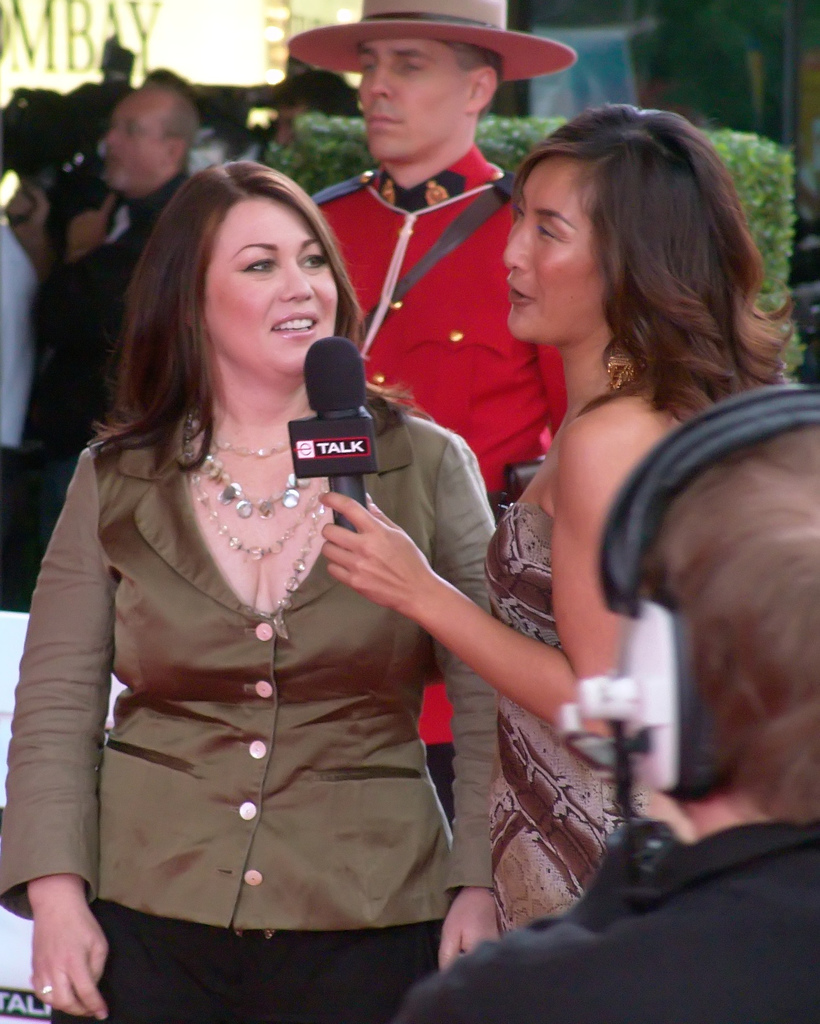
Jann Arden bei einem Interview (2006)

Jann Arden (* 27. März 1962 in Calgary, Alberta; gebürtig Jann Arden Richards) ist eine anglo-kanadische Sängerin und Musikerin (Singer-Songwriter).

## Musikstil und Karriere
Ihre Musik ist melodische Popmusik, oft sehr melancholisch und mitunter dramatisch. Sie selbst nennt auch Folk und Folkrock als Genres. Einem größeren Publikum bekannt ist ihr Song Run Like Mad, der sich mit Paula Coles I Don’t Want To Wait als Titelsong der Fernsehserie Dawson’s Creek abwechselte. 2020 wurde sie mit der Aufnahme in die Canadian Music Hall of Fame geehrt.

## Diskografie

### Studioalben
| Jahr | Titel             | Höchstplatzierung, Gesamtwochen, AuszeichnungChartplatzierungen (Jahr, Titel, Platzierungen, Wochen, Auszeichnungen, Anmerkungen) | Höchstplatzierung, Gesamtwochen, AuszeichnungChartplatzierungen (Jahr, Titel, Platzierungen, Wochen, Auszeichnungen, Anmerkungen) | Höchstplatzierung, Gesamtwochen, AuszeichnungChartplatzierungen (Jahr, Titel, Platzierungen, Wochen, Auszeichnungen, Anmerkungen) | Anmerkungen                           |
| Jahr | Titel             | UK | US | CA | Anmerkungen                           |
| ---- | ----------------- | --- | --- | --- | ------------------------------------- |
| 1994 | Living Under June | — | US76 Gold · (32 Wo.)US | — | Erstveröffentlichung: 5. August 1994  |
| 2022 | Descendant        | — | — | CA8 (5 Wo.)CA | Erstveröffentlichung: 28. Januar 2022 |

Weitere Alben
- 1993: Time for Mercy
- 1997: Happy?
- 2000: Blood Red Cherry
- 2001: Greatest Hurts
- 2002: Live with the Vancouver Symphony Orchestra
- 2003: Love is the Only Soldier
- 2005: Jann Arden
- 2007: Uncover Me
- 2009: Free
- 2010: The Millennium Collection
- 2010: Spotlight
- 2011: Uncover Me 2
- 2014: Everything Almost
- 2015: Christmas
- 2018: These Are the Days

### Singles
| Jahr | Titel Album                   | Höchstplatzierung, Gesamtwochen, AuszeichnungChartplatzierungen (Jahr, Titel, Album, Platzierungen, Wochen, Auszeichnungen, Anmerkungen) | Höchstplatzierung, Gesamtwochen, AuszeichnungChartplatzierungen (Jahr, Titel, Album, Platzierungen, Wochen, Auszeichnungen, Anmerkungen) | Anmerkungen                         |
| Jahr | Titel Album                   | UK | US | Anmerkungen                         |
| ---- | ----------------------------- | --- | --- | ----------------------------------- |
| 1995 | Insensitive Living Under June | UK40 (2 Wo.)UK | US12 (40 Wo.)US | Erstveröffentlichung: 24. Juni 1995 |

### Bücher
- If I Knew, Don’t You Think I’d Tell You. 2002
- I’ll Tell You One Damn Thing, and That’s All I Know. 2004
- Feeding My Mother. Comfort and Laughter in the Kitchen as My Mom Lives with Memory Loss. Random House of Canada, 2017

## Auszeichnungen
Jann Arden hat mittlerweile acht Juno Awards gewonnen.
- Songwriter des Jahres (1995, 2002)
- Bester weiblicher Künstler (2001)
- Album-Design des Jahres (2004, Love Is the Only Soldier)
- Bestes Video (1996 für „Good Mother“)
- Beste Sängerin (1995)
- Single des Jahres (1995 für „Could I Be Your Girl“)
- Beste neue Solo-Künstlerin (1994)